# Tetradekan
Tetradekan är ett mättat kolväte, en alkan, med 14 kolatomer och summaformeln C14H30. Det finns 1 858 isomerer av tetradekan med samma summaformel. Enligt IUPAC-nomenklatur betecknar tetradekan kolvätet med ogrenad kolkedja, det vill säga 14 kolatomer på raken.